# Associazione Sportiva Pizzighettone 2005-2006
Questa pagina raccoglie le informazioni riguardanti l'Associazione Sportiva Pizzighettone nelle competizioni ufficiali della stagione 2005-2006.

## Rosa
| N. |                   | Ruolo | Calciatore         |
| -- | ----------------- | ----- | ------------------ |
|    | Italia (bandiera) | C     | Elia Chianese      |
|    | Italia (bandiera) | D     | Francesco Cigardi  |
|    | Italia (bandiera) | D     | Umberto Colicchio  |
|    | Italia (bandiera) | A     | Claudio Coralli    |
|    | Italia (bandiera) | C     | Matteo Deinete     |
|    | Italia (bandiera) | C     | Giovanni Fietta    |
|    | Italia (bandiera) | D     | Simone Fumasoli    |
|    | Italia (bandiera) | P     | Guido Gualina      |
|    | Italia (bandiera) | C     | Ettore Guglieri    |
|    | Italia (bandiera) | D     | Marcello Lambrughi |
|    | Italia (bandiera) | D     | Giuseppe Lolaico   |

| N. |                   | Ruolo | Calciatore         |
| -- | ----------------- | ----- | ------------------ |
|    | Italia (bandiera) | A     | Pierpaolo Nodari   |
|    | Italia (bandiera) | P     | Daniele Padelli    |
|    | Italia (bandiera) | C     | Giovanni Parmesani |
|    | Italia (bandiera) | D     | Romano Perticone   |
|    | Italia (bandiera) | A     | Michele Piccolo    |
|    | Italia (bandiera) | D     | Andrea Polonini    |
|    | Italia (bandiera) | D     | Sergio Porrini     |
|    | Italia (bandiera) | C     | Alberto Quadri     |
|    | Italia (bandiera) | D     | Federico Rizzi     |
|    | Italia (bandiera) | C     | Francesco Turini   |
|    | Italia (bandiera) | C     | Mario Tacchinardi  |

## Risultati

### Campionato

#### Girone di andata
| 27 agosto 2005 1ª giornata | Genoa | 0 – 0 | Pizzighettone |  |

| 4 settembre 2005 2ª giornata | Pizzighettone | 1 – 0 | Pro Sesto |  |

| 10 settembre 2005 3ª giornata | Pizzighettone | 1 – 2 | Giulianova |  |

| 18 settembre 2005 4ª giornata | Novara | 1 – 1 | Pizzighettone |  |

| 23 settembre 2005 5ª giornata | Pizzighettone | 0 – 0 | Fermana |  |

| 2 ottobre 2005 6ª giornata | Pro Patria | 2 – 2 | Pizzighettone |  |

| 8 ottobre 2005 7ª giornata | Pizzighettone | 2 – 1 | Ravenna |  |

| 16 ottobre 2005 8ª giornata | San Marino | 2 – 1 | Pizzighettone |  |

| 22 ottobre 2005 9ª giornata | Pizzighettone | 3 – 0 | Padova |  |

| 4 novembre 2005 10ª giornata | Lumezzane | 1 – 2 | Pizzighettone |  |

| 11 novembre 2005 11ª giornata | Pizzighettone | 1 – 0 | Teramo |  |

| 18 novembre 2005 12ª giornata | Sambenedettese | 2 – 2 | Pizzighettone |  |

| 27 novembre 2005 13ª giornata | Pizzighettone | 1 – 1 | Spezia |  |

| 4 dicembre 2005 14ª giornata | Salernitana | 1 – 0 | Pizzighettone |  |

| 10 dicembre 2005 15ª giornata | Pizzighettone | 1 – 1 | Monza |  |

| 18 dicembre 2005 16ª giornata | Pavia | 1 – 1 | Pizzighettone |  |

| 21 dicembre 2005 17ª giornata | Pizzighettone | 1 – 1 | Cittadella |  |

#### Girone di ritorno
| 8 gennaio 2006 18ª giornata | Pizzighettone | 3 – 3 | Genoa |  |

| 14 gennaio 2006 19ª giornata | Pro Sesto | 1 – 0 | Pizzighettone |  |

| 20 gennaio 2006 20ª giornata | Giulianova | 2 – 0 | Pizzighettone |  |

| 29 gennaio 2006 21ª giornata | Pizzighettone | 1 – 2 | Novara |  |

| 5 febbraio 2006 22ª giornata | Fermana | 1 – 0 | Pizzighettone |  |

| 18 febbraio 2006 23ª giornata | Pizzighettone | 0 – 0 | Pro Patria |  |

| 26 febbraio 2006 24ª giornata | Ravenna | 2 – 2 | Pizzighettone |  |

| 3 marzo 2006 25ª giornata | Pizzighettone | 0 – 0 | San Marino |  |

| 10 marzo 2006 26ª giornata | Padova | 2 – 2 | Pizzighettone |  |

| 18 marzo 2006 27ª giornata | Pizzighettone | 3 – 0 | Lumezzane |  |

| 26 marzo 2006 28ª giornata | Teramo | 1 – 0 | Pizzighettone |  |

| 1 aprile 2006 29ª giornata | Pizzighettone | 1 – 1 | Sambenedettese |  |

| 9 aprile 2006 30ª giornata | Spezia | 1 – 0 | Pizzighettone |  |

| 13 aprile 2006 31ª giornata | Pizzighettone | 1 – 0 | Salernitana |  |

| 23 aprile 2006 32ª giornata | Monza | 0 – 0 | Pizzighettone |  |

| 1 maggio 2006 33ª giornata | Pizzighettone | 2 – 0 | Pavia |  |

| 7 maggio 2006 34ª giornata | Cittadella | 0 – 2 | Pizzighettone |  |